# Хадиџа ел Шанкити
Хадиџа ел Шанкити (арапски:خديجه خالد الشنقيطي; рођена 17. јула 1991) једна је од најмлађих саудијских песникиња. Својим песничким стваралаштвом даје известан допринос савременој саудијској књижевности, посебно женској књижевности која је позната још из доба када је стварала слављена арапска (саудијска) песникиња Ел Ханса
, која је познавала пророка Мухамеда који јој се веома дивио. Ел Ханса је представљала идеал за све будуће саудијске песнике, посебно жене, пре свега због свог изузетног песничког дара којим је посебно био импресиониран и сâм пророк Мухамед.

## Биографија
Хадиџа је рођена 1991. године у Арканзасу (Арканзас, САД) где је провела детињство али се потом са својим родитељима преселила у Ријад где и данас живи. Хадиџа је дипломирала 2014. године на Одсеку за Енглески језик и књижевност, Универзитета Принцеза Нура бинт Абдулрахман у Ријаду.
Живећи између два света, између Истока и Запада, пронашла се у поезији као најбољем начину за изражавање сопствених мисли и осећања. Као млада Саудијка, настоји да трага за сопственом слободом и слободом своје поетске душе. Њене песме, преведене су на српски језик и објављене у врбашком књижевном часопису Траг.. Осим на српски, њене песме Без лажи и Нови живот (No lies, New life) преведене су и на шпански језик. Превод на шпански

## Поезија
Хадиџина поезија је мисаона поезија. Живећи између Истока и Запада, између строге традиције њене и домовине њених предака и њене жеље за стварањем сопственог света, она непрестано пише.. Објавила је збирку поезије Поглед изнутра (Xlibris, 2014). 
Прва збирка поезије ове младе саудијске песникиње, написана је на енглеском језику и садржи тридесетак песама које, као што се наводи и у наслову, представљају њен поглед изнутра. Написане врло једноставним песничким стилом, ове песме дотичу душу и позивају на размишљање. Једна од песама ове збирке, изражава најдубље патриотске емоције умотане у форму феминистичког и уметничког вапаја за слободом:
My Land
You say I can’t write

Yet, I’ve been up all night

In my comfort zone

I write on my own.

A broken-down soul

Searching for ways to be whole

I don’t hurt and commit crime

I cry, I write, and I rhyme.

A Muslim girl

A diamond, a gem and a pearl

I grew up on a land

Surrounded by palm trees and sand

My veil is my cover

My pen my lover

It’s not just my face

That I hide amongst a complicated race.

This is my land!

I won’t be blinded by the sand

I too have a name

Sick of playing a man’s game

As a woman you may think I have no choice

You dare try to mute my voice?

Watch me now, I’ll come out strong

One day I’ll prove you all wrong

Don’t shut me up! Don’t put me down.

Only for God will my head touch the ground.

О свом првенцу, збирци поезије Поглед изнутра ауторка каже:
Моја књига говори о погледу на неке ствари и осећања везана за њих, и то из моје личне перспективе. У својој књизи не пишем само о својим личним искуствима већ и о томе како искуства оних који су мени драги утичу на мене. Моје песме су написане како би стигле до читалаца. Задирем дубоко у своје биће и изражавам своја лична осећања и нека искуства у којима ће се читаоци, надам се пронаћи и знати да нису усамљени.